# Круглица (Столбцовский район)
Кру́глица (белор. Кругліца) — деревня в Шашковском сельсовете Столбцовского района Минской области Беларуси.
До 28 мая 2013 года деревня входила в состав Аталезского сельсовета.
Расположена на правом берегу реки Неман, в 16 километрах от районного центра: города Столбцы.
В 2009 году население Круглицы составляло 5 человек.
В Круглице располагается агроусадьба «Машин Хутор».